# Elisabeth Köstinger
Elisabeth Köstinger , née le 22 novembre 1978 à Wolfsberg, est une femme politique autrichienne. Membre du Parti populaire autrichien (ÖVP), elle est ministre fédérale du Développement durable et du Tourisme de 2017 à 2019 puis ministre fédérale de l'Agriculture, des Régions et du Tourisme entre 2020 et 2022.

## Biographie
En 2009, elle est élue députée européenne, puis est réélue en 2014. Au Parlement européen, elle siège au sein du groupe du Parti populaire européen, dont elle est membre du bureau entre 2012 et 2014. 
Elle est secrétaire générale du Parti populaire autrichien de 2017 à 2018.
Elle est élue présidente du Conseil national d'Autriche entre le 9 novembre 15 décembre 2017, puis nommée ministre fédérale du Développement durable et du Tourisme dans le gouvernement Kurz I, le 18 décembre 2017. Elle quitte ses fonctions le 3 juin 2019. Le 7 janvier 2020, elle est nommée ministre fédérale de l'Agriculture, des Régions et du Tourisme dans le gouvernement Kurz II.

## Reconnaissance
Le 18 mars 2014, elle reçoit le prix MEP dans la catégorie « agriculture et développement rural ». Ses positions concernant les enjeux climatiques sont cependant critiquées à plusieurs reprises pour leur manque d'ambition supposée par des scientifiques et groupes de protection environnementale,,.